# Микро Бит
Микро Бит (такође познат као ББЦ Микро Бит, стилизован као micro:bit) је микро-рачунар заснован на АРМ -у који је дизајнирао ББЦ за употребу у рачунарском образовању у Уједињеном Краљевству. Први пут је објављено приликом покретања Би-Би-Сијеве кампање Make It Digital 12. марта 2015. са намером да се испоручи милион уређаја ученицима у Великој Британији. Коначни дизајн и карактеристике уређаја представљени су 6. јула 2015. док је стварна испорука уређаја, првобитно планирана за септембар 2015. школама и октобар 2015. широј јавности, почела 10. фебруара 2016. 

## Хардвер

### Екран
На предњој страни микробита налази се 25 лампица које су поређане у пет врста и пет колона. Ове лампице израђене су у такозваној LED технологији. LED je скраћеница од Light Emitting Diode, што у преводу значи диода која емитује светлост, светлећа диода. Расвета направљена овом технологијом, захваљујући дуготрајности и енергетској ефикасности, све више замењује халогену и флуоросцентну расвету у домаћинствима.

### Тастери
Са леве и десне стране екрана налази се по један тастер. Тастери су означени словима A и B и користе се као улази. Микробит може да региструје који тастер је притиснут и да реагује на притисак неког од њих тако што ће извршити неку радњу или послати информацију неком другом уређају, зависно од тога како га програмирамо.
На полеђини микробита налази се још један тастер који омогућава поновно покретање (ресетовање) учитаног програма.

### Компас
Микробит има уграђен и компас. Мoжемо да одредимо јачину магнетног поља у његовој близини, као и тренутну оријентацију уређаја у односу на стране света.

### Акцелерометар
Акцелерометар нам омогућава да детектујемо различите типове покрета микробита. Можемо регистровати када га неко протресе, нагне, испусти. Овај сензор свакако може допринети да наши пројекти постану садржајнији и још интересантнији.

### Сензор за температуру
Не постоји посебан сензор за температуру који је уграђен у микробит, али je oмогућено да користимо сензор који мери температуру његовог процесора. Температура коју показује микробит није потпуно прецизна, али можемо да региструјемо њене промене и направимо различите пројекте који користе те податке.

### Пинови
На ивици микробита налази се 25 извода (пинова) - 5 великих и 20 малих. Пет великих (основних) пинова означени су са 0, 1, 2, 3V i GND. Пинови 0, 1 и 2 су улазно-излазни пинови опште намене. Преко њих, употребом проводника са крокодил-штипаљкама, можемо на микробит повезати разне додатне сензоре, али и управљати бројним уређајима. Пинови 3V i GND (ground - уземљење, маса) служе за напајање. Иако је обележен са 3V, на излазу овог пина добијамо напон од 3.3V у односу на масу.

### Bluetooth
Микробит је опремљен и BLE (Bluetooth Low Energy) антеном пoмоћу које може бежично да комуницира са више других микробитова, рачунаром, мобилним телефоном или неким другим уређајем. Комуникација са другим уређајима је двосмерна, што значи да микробит може да прима податке са њих, али и да им прослеђује податке.

## Софтвер
На веб страници мицро:бит фондације постоје три званична уређивача кода:
- Мајкрософт МакеКод[3]
- МицроПајтон[4]
- Скрач[5]

Корисници су у могућности да пишу Пајтон скрипте у Мицро Бит веб уређивачу који се затим комбинују са МицроПајтон фирмвером и отпремају на уређај. Корисници такође могу приступити МицроПајтон РЕПЛ-у који ради директно на уређају преко УСБ серијске везе, што им омогућава директну интеракцију са Мицро Бит периферијама.
Мицро Бит је креиран коришћењем АРМ мбед развојних комплета. Систем за извршавање и програмски интерфејс користе услугу компајлера мбед облака за превођење корисничког кода у .УФ2 датотеку. Састављени код се затим убацује на уређај помоћу УСБ или Блуетоотх везе. Уређај се појављује као УСБ диск када је повезан са рачунаром, а код се може флешовати превлачењем и испуштањем .УФ2 датотеке.
Остали уредници за ББЦ мицро:бит укључују:
- Му[6]
- Еспруино[7]
- ЕдуБлоцкс[8]

Остали програмски језици за ББЦ мицро:бит укључују:
- Фрее Пасцал
- Симулинк у Матлаб -у
- C++
- Фортх
- Лисп
- Руст
- Ада
- Свифт

## Развој
Мицро Бит је дизајниран да подстакне децу да се активно укључе у писање софтвера за рачунаре и изградњу нових ствари, уместо да буду потрошачи медија. Дизајниран је тако да ради заједно са другим системима, као што је Распберри Пи , који се заснива на наслеђу Би-Би-Сија са ББЦ Мицро за рачунарство у образовању. Би-Би-Си је планирао да од октобра 2015. године бесплатно поклања рачунар сваком детету од 7 (11 и 12 година) у Британији (око милион уређаја).  Пре увођења онлајн симулатор је стављен на располагање како би помогао просветним радницима да се припреме, а неки наставници су требали да добију уређај у септембру 2015.  Планирано је да уређај буде у општој продаји до краја 2015.  Међутим, проблеми су одложили лансирање до 22. марта 2016.  
Би-Би-Си је имао тешку одлуку да одабере која ће група школске године прва добити бесплатне микро-битове, а шеф одељења Би-Би-Сија је рекао да је „разлог због којег смо пали за седму годину [уместо пету] то што је то имало већи утицај са том старосном групом… били су више заинтересовани да га користе ван учионице“.  
Планирање пројекта почело је 2012. као део ББЦ-јевог програма компјутерске писмености, а до тренутка покретања у јулу 2015. године, ББЦ је ангажовао 29 партнера да помогну у производњи, дизајну и дистрибуцији уређаја. Би-Би-Си је рекао да су већину трошкова развоја сносили пројектни партнери.

## Мицробит образовна фондација
Након успешног увођења мицро:бит-а широм Велике Британије, ББЦ је предао будућност ББЦ-ја мицро:бит-а и усвајање у другим деловима света, новоформираној, непрофитној, Мицробит Едуцатион. Фондација.  Саопштење је дато 18. октобра 2016. малој групи новинара и едукатора на Савои Плаце у Лондону,  које је укључивало осврт на прошлу годину и њихове планове за будућност. Прелазак са ББЦ-а на Образовну фондацију мицро:бит преместио је званичну кућу мицро:бит-а са мицробит.цо.ук на мицробит.орг .
Би-Би-Си је лиценцирао хардверску технологију као отворени код и омогућава да се производи широм света за употребу у образовању. Фондација надгледа ово.  
Дана 2. јануара 2018. објављено је да ће Герет Стокдејл из ББЦ Леарнинга наследити Зака Шелбија на месту извршног директора Мицробит образовне фондације.  
Фондација такође обезбеђује потпуно документовани референтни дизајн уређаја који се разликује од тржишног, али софтверски компатибилног, са намером да олакша независни развој и производњу уређаја и производа изведених од микро:бита. Референтни дизајн је хардвер отвореног кода, али за разлику од уређаја који се продаје на тржишту који користи лиценцу ЦЦ БИ 4.0 он се дистрибуира под условима Солдерпад хардверске лиценце, верзија 0.51.  Доступна пројектна документација за референтни дизајн укључује и шематски и распоред штампаних плоча у неколико формата ЕДА пакета.  